# خاویر نایل
خاویر نایل (انگلیسی: Xavier Niel؛ زادهٔ ۲۵ اوت ۱۹۶۷) سرمایه‌دار ، کارآفرین و بنیانگذار مرکز رشد استیشن آف  اهل فرانسه است، که در سال ۱۹۹۰ شرکت مخابرات ایلیاد اس‌ای را تأسیس نمود.